# UAE Development Team
La UAE Development Team è una squadra femminile emiratina di ciclismo su strada con licenza di UCI Women's Continental Team.
Attiva tra le Elite UCI dal 2017 al 2022 con sponsor e licenza italiani, dal 2023 gareggia come squadra emiratina costituendo la formazione di sviluppo dell'UAE Team ADQ. Nelle stagioni di attività ha ottenuto successi in gare internazionali con Chiara Consonni e Silvia Persico, entrando nella Top 10 delle formazioni Elite mondiali.

## Cronistoria

### Annuario
| Anno | Codice | Nome                 | Cat. | Biciclette | Dirigenza                                                                                      |
| ---- | ------ | -------------------- | ---- | ---------- | ---------------------------------------------------------------------------------------------- |
| 2023 | UDT    | UAE Development Team | CTW  | Colnago    | Manager: Melissa Moncada Dir. sportivi: Andrea Pietro Mariani, Anna Badegruber, Sergej Lagutin |

### Classifiche UCI
Aggiornato al 30 novembre 2022.
| Anno | Classifica | Pos. | Migliore cl. individuale |
| ---- | ---------- | ---- | ------------------------ |

## Organico 2023
Aggiornato al 10 marzo 2023.

### Staff tecnico
|  | Naz.                           | Ruolo | Sportivo              |  |  |  |
|  | ------------------------------ | ----- | --------------------- |  |  |  |
|  | Emirati Arabi Uniti (bandiera) | GM    | Melissa Moncada       |  |  |  |
|  | Italia (bandiera)              | DS    | Andrea Pietro Mariani |  |  |  |
|  | Austria (bandiera)             | DS    | Anna Badegruber       |  |  |  |
|  | Russia (bandiera)              | DS    | Sergej Lagutin        |  |  |  |

### Rosa
|  | Naz.                   |  | Sportivo              | Anno |  |  |
|  | ---------------------- |  | --------------------- | ---- |  |  |
|  | Ucraina (bandiera)     |  | Julija Birjukova      | 1998 |  |  |
|  | Lettonia (bandiera)    |  | Anastasia Carbonari   | 1999 |  |  |
|  | Italia (bandiera)      |  | Beatrice Caudera      | 2003 |  |  |
|  | Italia (bandiera)      |  | Carlotta Cipressi     | 2003 |  |  |
|  | Estonia (bandiera)     |  | Elisabeth Ebras       | 2004 |  |  |
|  | Italia (bandiera)      |  | Sara Fiorin           | 2003 |  |  |
|  | Irlanda (bandiera)     |  | Lara Gillespie        | 2001 |  |  |
|  | Afghanistan (bandiera) |  | Huda Hussain          | 2004 |  |  |
|  | Afghanistan (bandiera) |  | Zahra Hussain         | 2001 |  |  |
|  | Italia (bandiera)      |  | Francesca Pellegrini  | 2004 |  |  |
|  | Australia (bandiera)   |  | Lauren Perry          | 1996 |  |  |
|  | Italia (bandiera)      |  | Federica Piergiovanni | 2001 |  |  |
|  | Italia (bandiera)      |  | Emma Redaelli         | 2003 |  |  |
|  | Italia (bandiera)      |  | Gaia Tormena          | 2002 |  |  |
|  | Svizzera (bandiera)    |  | Linda Zanetti         | 2002 |  |  |
|  | Paesi Bassi (bandiera) |  | Sophia Zwaan          | 2003 |  |  |